# Renan (calciatore 1985)
Renan Brito Soares (Viamão, 24 gennaio 1985) è un ex calciatore brasiliano, di ruolo portiere.

## Carriera
Ha esordito con la maglia dell'Internacional contro la Juventude (1-0) nel Campionato Rio Grande do Sul il 3 aprile 2005. Partecipò alla selezione brasiliana di Categorie di base, dove arrivò ad essere capitano della selezione under20 nei Mondiali d'Olanda nel 2005. Renan, dopo il Campionato Brasiliano del 2006, superò il record dell'ex-portiere Taffarel, rimanendo 770 minuti in campo senza subire un gol. Il 22 gennaio del 2007 ha ricevuto la sua prima convocazione per la Nazionale di calcio brasiliana, fatta dal tecnico Dunga, per giocare contro la selezione dell'Irlanda.
Il 13 agosto 2008 si trasferisce al Valencia, esordendo con la nuova maglia contro il Real Mallorca. Al Valencia è presto diventato il portiere titolare.
Nonostante ciò il 27 luglio 2009 lo Xerez annuncia il suo acquisto in prestito. Lo Xerez a fine stagione non lo riscatta, e nel 2010 il Valencia lo gira in prestito all'Internacional.

## Palmarès

### Club

#### Competizioni statali
- Campionato Gaúcho: 4

Internacional: 2005, 2008, 2011, 2012

#### Competizioni internazionali
- Coppa Libertadores: 2

Internacional: 2006, 2010
- Coppa del mondo per club: 1

Internacional: 2006
- Recopa Sudamericana: 2

Internacional: 2007, 2011

### Nazionale
- Bronzo olimpico: 1

Pechino 2008